# Szklarnia (Świętajno)
Szklarnia (deutsch Adamsverdruß) ist ein kleiner Ort in der polnischen Woiwodschaft Ermland-Masuren und gehört zur Gmina Świętajno (Landgemeinde Schwentainen, 1938 bis 1945 Altkirchen (Ostpr.)) im Powiat Szczycieński (Kreis Ortelsburg).

## Geographische Lage
Szklarnia liegt in der südlichen Mitte der Woiwodschaft Ermland-Masuren, 25 Kilometer östlich der Kreisstadt Szczytno (deutsch Ortelsburg).

## Geschichte
Im Jahre 1801 wurde die Puppensche Glashütte – wohl die einzige Glashütte in Masuren – gegründet. Sie wurde gegen den Willen des Domänenamtmannes Adam in Friedrichsfelde (polnisch Chochół) errichtet, was dann zu Ortsnamen „Adamsverdruß“ führte. Initiator des Glashüttenbaus war der Baron Ernst Philipp Ludwig Freiherr von Huenefeld (1769–1842), an den noch heute ein gusseisernes Grabkreuz auf dem alten evangelischen Friedhof in Szklarnia erinnert.

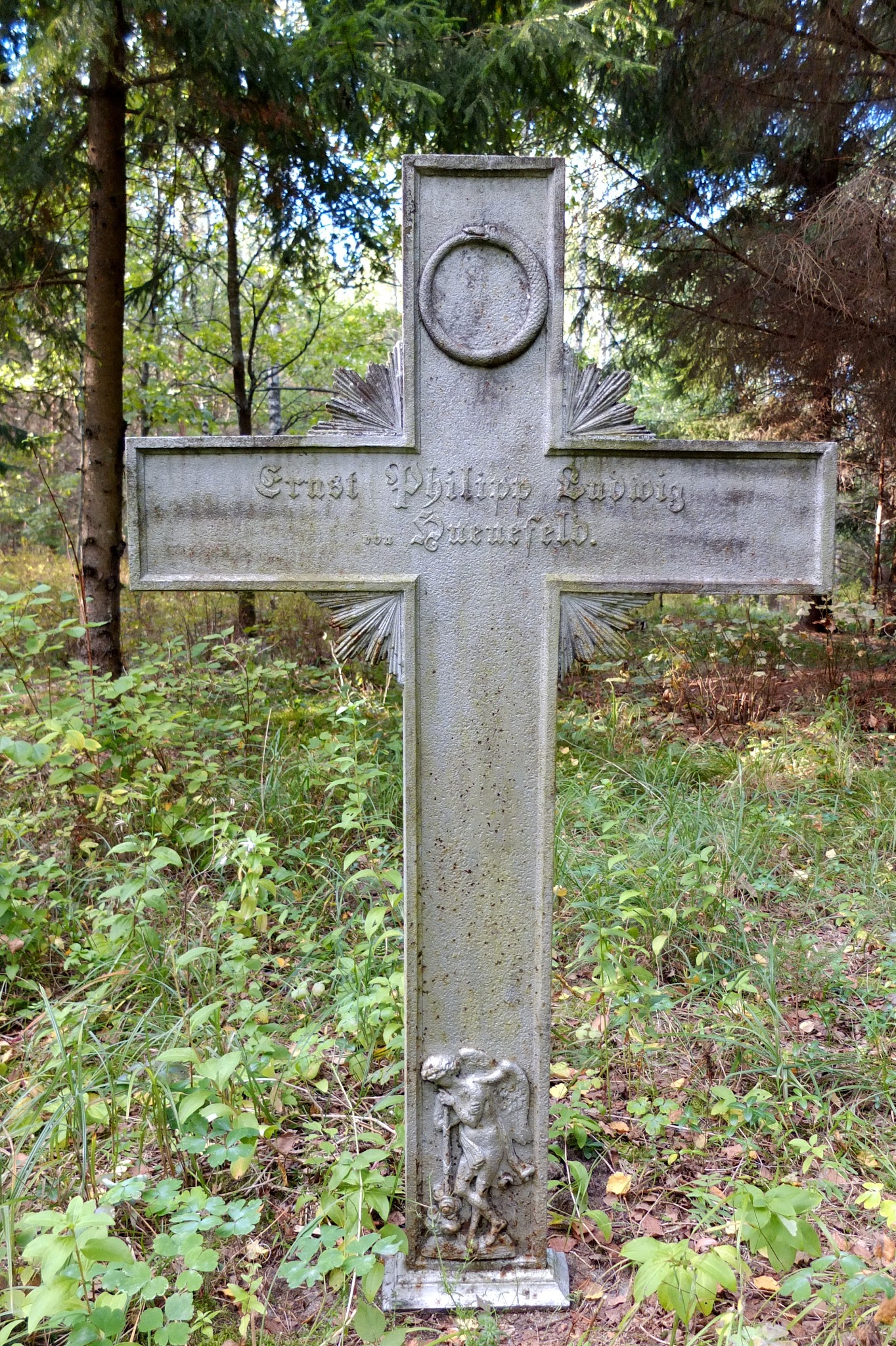
Grabkreuz des Barons von Huenefeld in Szklarnia

In ihrer Blütezeit beschäftigte die Glashütte bis zu 200 Personen. Sie bestand bis 1871.
In den Folgejahren wurde in Adamsverdruß eine Försterei errichtet, die dem Staatsforst Puppen (polnisch Spychowo) zugeordnet war. Adamsverdruß gehörte dann bis 1945 als Wohnplatz zur Gemeinde Puppen im ostpreußischen Kreis Ortelsburg.
Als 1945 in Kriegsfolge das gesamte südliche Ostpreußen an Polen überstellt wurde, war nun eben auch Adamsverdruß davon betroffen. Der kleine Ort erhielt die polnische Namensform „Szklarnia“ und ist als Waldsiedlung (polnisch Osada leśna) eine Ortschaft im Verbund der Gmina Świętajno (Schwentainen, 1938 bis 1945 Altkirchen (Ostpr.)) im Powiat Szczycieński (Kreis Ortelsburg), bis 1998 der Woiwodschaft Olsztyn, seither der Woiwodschaft Ermland-Masuren zugehörig.

## Kirche
Bis 1898 war Adamsverdruß in die evangelische Kirche Friedrichshof, danach bis 1945 in die Kirche Puppen in der Kirchenprovinz Ostpreußen der Kirche der Altpreußischen Union, bis 1945 auch in die römisch-katholische Kirche Ortelsburg im damaligen Bistum Ermland eingepfarrt. Heute gehört Szklarnia katholischerseits zur Kirche der Mutter Gottes von der immerwährenden Hilfe in Spychowo im jetzigen Erzbistum Ermland, evangelischerseits zur Pfarrei in Szczytno in der Diözese Masuren der Evangelisch-Augsburgischen Kirche in Polen.

## Verkehr
Szklarnia liegt an der verkehrsreichen Landesstraße 59, die in Nord-Süd-Richtung durch die südliche Woiwodschaft Ermland-Masuren führt und die Regionen Giżycko (Lötzen), Mrągowo (Sensburg) und Szczytno (Ortelsburg) miteinander verbindet. Ein Landweg führt von der Nachbarwaldsiedlung Niedźwiedzi Kąt (Bärenwinkel) direkt nach Szklarnia.
Von 1915 bis 1962 war Adamsverdruß resp. Szklarnia eine Bahnstation an der Puppen–Friedrichshof–Myszyniec, die ursprünglich von der Ortelsburger Kleinbahn befahren wurde, jetzt aber außer Betrieb ist. Die nächste Bahnstation ist jetzt Spychowo an der Bahnstrecke Olsztyn–Ełk (deutsch Allenstein–Lyck).

gowski